# Jotapa (cidade)
Jotapa ou Jotape (em grego: Ἰοτάπη; em turco: Aytap) foi uma antiga cidade do extremo ocidental da Cilícia, situada perto da atual Gazipaşa, a pouco mais de 30 km a sudeste de Alânia, no sul da Turquia.
A cidade, cujos vestígios arqueológicos conhecidos mais antigos datam do século I d.C., teria sido fundada por Antíoco IV de Comagena (r. 38–72) cerca de 52, que lhe deu o nome da sua esposa e irmã Jotapa, rainha de Comagena entre 38 e cerca de 52. Antíoco escolheu o local devido à existência de duas baías que formavam um ancoradouro natural e às defesas naturais: o terreno costeiro é bastante elevado e escarpado, o que constituía uma proteção contra invasões vindas do mar. Na península que separa as duas baías ainda há ruínas de uma acrópole e das grandes muralhas que a rodeavam. Durante o reinado de Antíoco IV foram cunhadas moedas com as efígies de Antíoco, a sua esposa Jotapa e os seus filhos em várias cidades da Cilícia, incluindo Jotapa.
Juntamente com o resto do Reino de Comagena, Jotapa foi anexada pelo Império Romano pelo imperador Vespasiano em 72, mas a cidade teve alguma importância e cunhou moeda desde o reinado de Trajano (r. 98–117) até ao de Valeriano (r. 253–260). As moedas conhecidas apresentam o imperador numa das faces e Apolo, Tique ou Perseu noutra.
Os vestígios arqueológicos encontrados vão desde o reinado de Antíoco IV até ao período bizantino. Entre eles destacam-se os esgotos romanos, ruínas das termas, de um templo com 8 por 12,5 metros com vestígios de frescos e de uma basílica bizantina de planta retangular e três naves. Nas colinas a norte há uma necrópole com alguns túmulos monumentais e outros mais pequenos cobertos com abóbadas.